# Нападение на 13-й участок (фильм, 1976)
«Нападение на 13-й участок» (англ. Assault on Precinct 13) — американский независимый экшн-триллер 1976 года, автором сценария, режиссёром, композитором и монтажёром которого является Джон Карпентер. Фильм рассказывает о нападении неуправляемой уличной банды на полицейский участок в Лос-Анджелесе и о его обороне. Защищают участок несколько человек во главе с лейтенантом полиции Бишопом (Остин Стокер) и осуждённым преступником (Дарвин Джостон).
Продюсер Дж. Степа Каплан выделил Карпентеру 100 тысяч долларов на низкобюджетный эксплуатационный фильм, предоставив полную творческую свободу. Карпентер написал киносценарий под названием «Аламо в Андерсоне» (англ. The Anderson Alamo), который был вдохновлён вестерном Говарда Хоукса «Рио Браво» (1959) и фильмом ужасов Джорджа А. Ромеро «Ночь живых мертвецов» (1968). Окончательное название фильму дали дистрибьюторы на стадии постпроизводства.
Несмотря на то что на стадии согласования сценария Американская киноассоциация возражала против чрезмерного насилия и знаменитой сцены убийства ребёнка с мороженым, фильм смог получить рейтинг R и 3 ноября 1976 года вышел на американские экраны. Первоначально он был неоднозначно встречен критикой и не имел кассового успеха в США. В 1977 году фильм был показан на Лондонском кинофестивале и получил восторженную оценку директора фестиваля Кена Влэшина. Таким образом, он получил признание со стороны критики сначала в Великобритании, а затем и во всей Западной Европе. В итоге фильм стал культовым и завоевал множество поклонников, а американская критика пересмотрела отношение к нему, оценив его как один из лучших боевиков 1970-х годов и один из наиболее удачных фильмов в карьере Карпентера.
Фильм оказал влияние на многие кинобоевики. Он вдохновил французского режиссёра Флорана Эмилио Сири на вольный ремейк под названием «Осиное гнездо», вышедший на экраны в 2002 году. Ремейк фильма под тем же названием вышел в 2005 году, его режиссёром был Жан-Франсуа Рише, а главные роли исполнили Итан Хоук и Лоренс Фишберн.

## Сюжет
Действие происходит в субботу в Андерсоне, кишащем преступностью гетто в южном Лос-Анджелесе. Лейтенант Калифорнийского дорожного патруля Итан Бишоп (Остин Стокер) получает задание возглавить полицейский участок Андерсона вплоть до его окончательного закрытия на следующий день. Участок находится в опустевшем районе, так как окружающие его жилые дома предназначены под снос. Прибыв в участок, Бишоп знакомится с оставшимися там немногочисленными сотрудниками, среди которых дежурный офицер, сержант Чейни (Генри Брэндон) и две молодые женщины, выполняющие офисные обязанности, Ли (Лори Зиммер) и Джули (Нэнси Лумис).
В это же время двое главарей местной банды «Гроза улиц» вместе с двумя подручными разъезжают на машине по улицам своего района с намерением кого-либо убить в отместку за недавнюю ликвидацию шести своих членов сотрудниками Департамента полиции Лос-Анджелеса. Один из главарей (Фрэнк Даблдэй) убивает маленькую девочку с мороженым (Ким Ричардс) и мороженщика в фургоне. Лоусон (Мартин Уэст), отец девочки, видевший её убийство, бросается на машине в погоню за бандитами с найденным в фургоне мороженщика револьвером и в конце концов ему удаётся застрелить убийцу дочери. После этого бандиты преследуют Лоусона, вынуждая его укрыться в 13-м полицейском участке. Лоусон теряет способность самостоятельно передвигаться и не может рассказать Бишопу и Чейни, что с ним произошло. Его помещают в одну из комнат участка, чтобы он пришёл в себя.
В то же самое время из лос-анджелесской тюрьмы в тюрьму Соноры выезжает автобус с тремя заключёнными, Наполеоном Уилсоном (Дарвин Джостон), которого переводят в камеру смертников, Уэллсом (Тони Бёртон) и Коделлом. Старкер (Чарльз Сайферс), руководящий перевозкой заключённых, приказывает заехать в ближайший по маршруту полицейский участок, чтобы оказать скорую медицинскую помощь серьёзно больному Коделлу, который может заразить конвой, состоящий из трёх человек. Автобус подъезжает к 13-му участку, где заключённых помещают в камеры. В тот момент, когда Старкер пытается вызвать врача, отключается телефонная связь. Командир конвоя выводит заключённых на улицу, чтобы посадить их обратно в автобус, и в этот момент окружившая участок банда открывает интенсивный огонь. В результате перестрелки за несколько минут бандиты убивают Чейни, вышедшего на улицу, чтобы использовать рацию в патрульной машине, водителя автобуса, Коделла и всех конвоиров. Уилсон успевает прикрыться телом Старкера, к которому прикован наручником, и заползти обратно в участок. Бишоп помещает Уилсона и Уэллса обратно в камеры.
Бандиты отключают в участке свет, открывают интенсивный огонь и предпринимают попытку прорваться внутрь здания. Бишоп выпускает из камер Уэллса и Уилсона, и вчетвером вместе с Ли они отражают атаку, убивая десятки преступников, однако в перестрелке гибнет Джули. В период временного затишья бандиты вывозят на тюремном автобусе трупы и уничтожают другие видимые следы перестрелки с тем, чтобы не привлекать к участку внимания. Расчёт Бишопа на то, что услышав перестрелку, жители квартала вызовут полицию, не оправдывается, так как преступники пользуются оружием с глушителем, а патрулирующая район машина полиции не может локализовать место стрельбы из-за слишком обширной территории. Уэллсу удаётся пройти по канализационному каналу, выбраться через люк на улицу и завести машину. Однако через несколько секунд после того, как он трогается с места, Уэллса убивает спрятавшийся на заднем сиденье бандит.
Бишоп, Уилсон и Ли, взяв с собой так и не пришедшего в себя Лоусона, спускаются в подвал. Бандитам удаётся проникнуть в здание участка, попутно обыскивая помещения в поисках выживших. Бишоп и Уилсон, загородившись металлическим щитом, заманивают бандитов в подвал. Бишоп стреляет из винтовки в баллон с ацетиленом, вызывая мощный взрыв, от которого гибнут все члены банды, спустившиеся в подвал. Патрульные, объезжая вокруг здание 13-го участка, замечают тело застреленного телефониста на одном из столбов. Они немедленно вызывают подкрепление, и вскоре всю территорию участка занимают машины полиции, после чего оставшиеся в живых члены банды разбегаются. Полицейские сквозь дым добираются до подвала и обнаруживают тела десятков мёртвых бандитов, а также выживших Итана, Ли, Лоусона и Уилсона. Один из полицейских пытается надеть на Уилсона наручники, но Бишоп отталкивает его и направляется к выходу, взяв Уилсона за руку.

## Создатели фильма
Съёмочная группа:
- Джон Карпентер — режиссёр и сценарист
- Дж. С. Каплан — продюсер
- Томми Ли Уоллес — арт-директор
- Дуглас Нэпп[англ.] — оператор
- Уильям Уолдмен, Дуглас Оливарес — ассистенты оператора
- Джон Карпентер (под псевдонимом Джон Т. Ченс) — монтажёр
- Джон Карпентер — композитор
- Томми Ли Уоллес — звуковые эффекты
- Джеймс Николс — ассистент режиссёра
- Джон Рой Роджерс — постановщик автомобильных трюков
- Гэт Сет — декорации

Актёрский состав:
| Актёр                               | Роль                                      |
| ----------------------------------- | ----------------------------------------- |
| Остин Стокер                        | лейтенант Итан Бишоп                      |
| Дарвин Джостон                      | Наполеон Уилсон                           |
| Лори Зиммер                         | Ли                                        |
| Тони Бёртон                         | Уэллс                                     |
| Мартин Уэст                         | Лоусон                                    |
| Чарльз Сайферс                      | Старкер                                   |
| Нэнси Кайс (в титрах — Нэнси Лумис) | Джули                                     |
| Генри Брэндон                       | сержант Чейни                             |
| Ким Ричардс                         | Кэти                                      |
| Питер Бруни                         | мороженщик                                |
| Джон Дж. Фокс                       | сотрудник тюрьмы                          |
| Фрэнк Даблдэй                       | белый главарь банды                       |
| Марк Росс                           | патрульный Трамер                         |
| Алан Косс                           | патрульный Бакстер                        |
| Джон Карпентер                      | один из членов банды (в титрах не указан) |

## История создания

### Предыстория
Джон Карпентер приобщился к кинематографу ещё в детстве, посещая кинотеатр по нескольку раз в неделю. Неизгладимое впечатление на него произвело жанровое американское кино, среди которого он в первую выделял фильмы ужасов, фантастику и вестерны. Одним из его любимых режиссёров стал Говард Хоукс, добившийся успеха в самых разнообразных жанрах. Позже Карпентер вспоминал, что фактически узнал, что «такое режиссура и кто вообще такой режиссёр» именно благодаря фильмам Хоукса. Другим глубоким увлечением будущего сценариста и режиссёра была музыка, в чём усматривают влияние его отца — Говарда Ральфа Карпентера, композитора и университетского преподавателя. Научившись играть на гитаре, он стал участником молодёжной рок-н-ролльной группы, в которую входили его друзья. С ней Джон объездил немало заштатных американских городков. Этот период он вспоминает с самыми тёплыми чувствами и называет «лучшими годами жизни». Тогда ему нравился такой образ жизни и ему не хотелось ничего менять. Однако под влиянием родителей он решился заняться учёбой и добиться в жизни чего-либо серьёзного. Сначала он учился в Западном университете Кентукки, где его отец был главой музыкального факультета, а затем на кинематографическом отделении Университета Южной Калифорнии. В этот период он решил посвятить себя кинематографу, а лекции, которые читали такие режиссёры, как Орсон Уэллс, Джон Форд, Говард Хоукс и Роман Поланский, оказали на него большое воздействие и ещё больше укрепили его намерение работать в кино. Уже его студенческая работа, короткометражный фильм 1970 года «Воскрешение Бронко Билли», привлёк внимание продюсеров и сделал его довольно известным в кинематографических кругах. В следующем году на 43-й церемонии вручения премии «Оскар», он победил в категории лучший короткометражный фильм. Однако несмотря на заманчивые голливудские перспективы, молодой режиссёр решил перейти в малобюджетное «независимое» кино. Позже, обращаясь к периоду учёбы и своего становления, он говорил, что для того чтобы добиться успеха в Голливуде, недостаточно обладать незаурядными способностями, а требуется упорство и сосредоточенность: «Система так устроена, что пробить её может только тот, кто фанатически одержим. Иначе ничего не получится. Мы с моей постоянной группой двигались постепенно, медленно, но верно, начиная от практически безгонорарных малобюджетных картин».
В 1974 году в прокат попал малобюджетный научно-фантастический фильм Карпентера «Тёмная звезда». Первая версия этой работы представляет собой короткометражку, снятую для университетского кинофакультета. По ряду причин, в первую очередь связанных с финансированием, на завершение окончательного варианта понадобилось ещё три с половиной года. По оценке французского киноведа Жака Лурселя, это оригинальная и изобретательная картина, отличающаяся «необычной интонацией», а в некоторых эпизодах режиссёр добивается «немалой драматургической эффективности». По наблюдению того же автора, «Тёмная звезда» уже отмечена оригинальным юмором Карпентера, а её отдельные сцены представляют собой «комичный набросок» фильма Ридли Скотта «Чужой» (1979). После этого Карпентер написал сценарии для ещё двух крайне низкобюджетных фильмов — «Глаза» и «Нападение», которые должны были финансировать продюсеры Дж. Стейн Каплан и Джозеф Кауфман. Однако сценарий фильма «Глаза» вскоре перекупил продюсер Джон Питерс, решивший сделать по нему фильм со своей тогдашней подругой Барбарой Стрейзанд в главной роли. В итоге фильм был выпущен в 1978 году на студии Columbia под названием «Глаза Лауры Марс» с Фэй Данауэй в главной роли.

### Сценарий
После того как сценарий фильма «Глаза» был продан, Каплан и Кауфман сосредоточили своё внимание на создании «Нападения на 13-й участок». Как позже написал Карпентер, «Дж. Стейн Каплан был моим другом со времён учёбы в Университете Южной Калифорнии. Он в свою очередь знал Джозефа Кауфмана ещё по Филадельфии… В принципе это их отцы профинансировали „Нападение на 13-й участок“». Семьи этих двух продюсеров создали CKK Corporation для финансирования этого фильма.
Карпентер хотел снять вестерн в стиле режиссёра Говарда Хоукса наподобие «Эльдорадо» (1966) или «Рио Лобо» (1970), но поскольку бюджет в 100 тысяч долларов не позволял сделать этого, он решил по-своему пересказать сюжет фильма «Рио Браво» (1959), поместив его в современные условия. Карпентер считает Хоукса одним из самых значительных режиссёров, а к своим самым любимым фильмам причисляет приключенческую мелодраму «Только у ангелов есть крылья» (1939) и классический вестерн «Рио Браво». По его мнению, эти и другие постановки Хоукса отличает оригинальный мир, так как тот глубоко понимает, что из себя представляет и какой должна быть «приключенческая история, история отношений мужчины и женщины». Также он полагает, что для патриарха американского кино характерно авторское «видение жизни, смерти и опасности». По оценке Карпентера, этот классик жанрового кино является величайшим режиссёром в истории американского кинематографа, и он даже называет Хоукса его «изобретателем». Несмотря на некоторое предубеждение американской критики в отношении картин Хоукса, в Европе он был признан классиком наряду, например, с таким недооценённым в художественном отношении в 1950—1960-е годы режиссёром, как Альфред Хичкок. Такие критики Cahiers du cinéma, как Андре Базен, Франсуа Трюффо, Жак Риветт и другие, причислили Хоукса к незаурядным мастерам, создающим авторское кино, причём, по их мнению, одной из его наиболее притягательных сторон было разнообразие жанров, в которых он сумел создать ряд киношедевров. Во многом такая же судьба постигла и Карпентера, создавшего ряд значительных фильмов в самых различных жанрах, но остающегося в США «одиноким американцем» и получившего большее признание как оригинальный режиссёр именно в Европе. Жак Лурсель называет Карпентера наследником Хоукса и обновителем ряда жанров американского кино. По поводу недостатка внимания со стороны взыскательной американской критики Карпентер заметил: «Во Франции я автор. В Англии я режиссёр фильмов ужасов. В Германии я фильммейкер. В США я… так, никто».
Сценарий был написан за восемь дней, по поводу чего Карпентер шутил: «Сценарий был написан быстро, некоторые сказали бы „слишком быстро“». Изначальную версию сценария под названием «Аламо в Андерсоне» Карпентер написал под псевдонимом Джон Т. Чэнс (имя главного героя «Рио Браво»), однако в титрах указал собственное имя. Хотя фильм получил название «Нападение на 13-й участок», его действие происходит главным образом в здании полицейского участка, который подчинённый Бишопу сержант по радио называет «Участок 9, Отделение 13», а неточное название дал дистрибьютор. На стадии продажи фильма дистрибьюторам режиссёр ненадолго изменил название на «Осада». На стадии постпроизводства дистрибьютор отказался от названия Карпентера ради нынешнего названия. Считается, что упоминание в названии цифры тринадцать было сделано для того, чтобы придать ему более зловещее звучание.
Сценарий содержит множество отсылок к истории кино и к тем произведениям, которые вдохновили Карпентера, в частности, к вестернам Говарда Хоукса. Например, персонаж Ли, которого играет Лори Зиммер, отсылает к Ли Брэкетт, одной из сценаристок «Рио Браво». Шутка Наполеона Уилсона, который постоянно спрашивает «Закурить не найдётся?», была вдохновлена аналогичными сигаретными шутками из многих вестернов Говарда Хоукса. Другим источником вдохновения стал классический фильм ужасов про зомби «Ночь живых мертвецов» Джорджа Ромеро, повлиявший на концепцию претворения на экране образа банды и её членов.
Есть также тонкие намёки на работы режиссёров Серджо Леоне и Альфреда Хичкока. Работы Леоне обновили каноны поджанра вестерна, показав более реалистичную и жестокую картину Дикого Запада, чем в американском кинематографе. По поводу ленты итальянского режиссёра «Однажды на Диком Западе» Карпентер с восхищением говорил: «Это то кино, от которого у тебя просто отвисает челюсть. Невероятное, невозможное кино. И вот что делать после него? В том смысле, что невозможно же снять перестрелку лучше, чем перестрелка Генри Фонды и Чарльза Бронсона. Сделать лучше просто нельзя, не получится». Было подмечено, что на образ Уилсона в «Нападении на 13-й участок» повлиял персонаж Гармоника в исполнении Бронсона. Также в картинах Леоне и Карпентера представлены многочисленные сцены жестокости и убийств. Одним из самых известных эпизодов «Нападения» стал расстрел в упор дочки мороженщика членом банды; подобная жестокая сцена присутствует и в «Однажды на Диком Западе» при убийстве семьи фермера. В начале фильма Карпентера имеется отсылка к факту из биографии Хичкока: Бишоп заходит в полицейский участок, где рассказывает Ли историю из своего детства. До двадцати лет он проживал в нескольких кварталах от участка, а когда ему было около четырёх-пяти лет, отец послал его в полицию с запиской к детективу. Тот после её прочтения сказал ребёнку: «Мальчиков, которые плохо себя ведут, мы запираем в камеру». В самом начале книги Трюффо «Кинематограф по Хичкоку» французский режиссёр спрашивает у своего британского коллеги про знаменитый «случай в полицейском участке» из его детства, повлиявший на его творчество. Тот рассказал следующую историю: «Да. Мне, должно быть, было лет пять. Отец отправил меня в полицию с запиской. Начальник участка прочёл её и запер меня в камеру на 5—10 минут со словами: „Вот как мы поступаем с непослушными мальчиками“».

### Предпроизводство
Фильм был на стадии предпроизводства несколько месяцев. За этот период Карпентер подобрал основной актёрский состав, который состоял главным образом из опытных, но относительно малоизвестных актёров. На две главные роли были выбраны Остин Стокер, ранее игравший в фильмах «Битва за планету обезьян» (1973) и «Красотка Шиба» (1975), и Дарвин Джостон. Последний работал главным образом на телевидении; возможно, на выбор Карпентера повлияло также и то, что Джостон был его соседом. По результатам открытого кастинга режиссёр включил в список основных актёров также Чарльза Сайферса и Нэнси Лумис.
Для работы по другую сторону камеры Карпентер пригласил оператора Дугласа Нэппа, приятеля по учёбе в Университете Южной Калифорнии. Также он привлёк арт-директора Томми Ли Уоллеса, звукорежиссёра Билла Вэрни и реквизитора Крейга Стернса. Уоллес вспоминал: «Я почти не знал, что это за работа, но он верил в меня и, конечно, моя оплата была правильной. Это было типично для Джона в те небогатые дни. Он добивался максимума от любого талантливого человека и от тех возможностей, которые были в его распоряжении».
Карпентер сделал раскадровки ключевых эпизодов ленты, включая сцену с машиной мороженщика, смерти белого главаря банды, усилий Наполеона Уилсона вытащить ключи у охранника после того, как начинается осада, и неудавшейся попытки побега Уэллса.

### Съёмочный период
Известно, что Карпентер меньше всего любит писать сценарии: «Процесс довольно болезненный — наедине что-то анализировать, расставлять слова. Снимать — совсем другое дело: вокруг суета, камеры, актрисы. Я чувствую себя на площадке как дома: много курю, пью много кофе».
Съёмки начались в ноябре 1975 года и были завершены через 20 дней, включая День благодарения, при бюджете в 100 тысяч долларов. Фильм снимался на 35-миллиметровую камеру Panavision в анаморфированном формате при соотношении сторон 2,35:1 на плёнку Metrocolor. Это был первый опыт работы Карпентера с камерами и линзами Panavision. Режиссёр говорил, что особенность съёмки низкобюджетного фильма заключается в том, что надо использовать как можно меньше плёнки и по возможности растягивать каждую сцену.
После двух недель работы в павильоне последовали две недели съёмок на натуре. Интерьеры полицейского участка были отсняты в павильонах ныне несуществующей киностудии Producers Studios, а уличные съёмки и тюремные камеры снимались в старом полицейском участке лос-анджелесского района Венис. Автобус, следующий в Сонору, снимался на закрытом отрезке системы скоростных дорог Лос-Анджелеса. Первая сцена, в которой несколько членов банды «Гроза улицы» были застрелены копами, снималась в Университете Южной Калифорнии. Членов банды изображали студенты этого университета, которые, как отмечал Карпентер, получали большое удовольствие, придумывая способы своей смерти и заливая себя кровью.
Арт-директор Томми Ли Уоллес вспоминал о впечатлении от первого просмотра отснятого материала. Он состоялся в «жалкой» квартире продюсера, а изображение проецировалось на обычную простыню: «У меня отвисла челюсть, я сидел настолько прямо, что отбрасывал тень от своей головы. Это выглядело как несметное число долларов. Это выглядело как настоящее кино». Позже Карпентер отзывался об этом фильме как самом большом удовольствии, которое он получил в качестве режиссёра.

### Музыка
Одной из отличительных художественных особенностей фильма стала музыка, написанная за три дня Джоном Карпентером и исполненная им вместе с Томми Ли Уоллесом. Использование синтезаторных звуков, монотонных электронных шумов и драм-машин отличает музыкальное сопровождение этого фильма от большей части киномузыки того времени. Такие оригинальные музыкальные характеристики создают чётко определяемый стиль минималистского электронного саундтрека, с которым в дальнейшем будет связано имя Карпентера и его творчество. В этом фильме музыка состоит из двух основных групп: главной темы с её узнаваемой синтезаторной мелодией и более медленной созерцательной темы, используемой в спокойных сценах. Помимо двух основных тем музыка к фильму включает также зловещие гулы и простейшие барабанные композиции, зачастую иллюстрирующие сцены, показывающие банду в темноте. У Карпентера, которому помогал Дэн Уаймэн, было несколько однотипных синтезаторов, каждый из которых надо было выключать, когда необходимо было создать новый звук, и это отнимало очень много времени. Карпентер вспоминал, что в то время, когда он работал над музыкой, ему приходилось применять очень старые технологии: «Было очень трудно получить нужные звуки, и требовалось очень много времени, чтобы получить что-то очень простое». Карпентер сделал от трёх до пяти отдельных музыкальных фрагментов, которые затем соответствующим образом отредактировал для фильма.
Основная музыкальная тема была отчасти вдохновлена как музыкой Лало Шифрина к фильму «Грязный Гарри» (1971), так и песней Immigrant Song группы Led Zeppelin. Состоящая из синтезаторного риффа при поддержке драм-машины, она, по словам Дэвида Бернанда и Мигеля Меры, «выстроена только в текстурном, но не в тематическом плане». Удерживаемая высокая синтезаторная нота без каких-либо изменений, кроме внутренних частотных модуляций, становится музыкальным мотивом членов банды, и возникает во время определённых жестоких событий в фильме. В фильме синтезаторы и драм-машины представляют город и банду.
Карпентер также использует грустную тему на электрическом пианино в сценах, когда лейтенант Бишоп впервые заходит в участок. Она повторяется в фильме во время затишья при осаде, становясь по сути музыкальным олицетворением осады как таковой. Бишоп насвистывает именно эту мелодию в начале и в конце фильма, давая ей, по словам критика, «невидимое исполнение из видимого источника» . Бернард и Мера отметили определённое стремление показать с помощью простых музыкальных решений общий знаменатель человеческого поведения вне зависимости от различий.

### Постпроизводство и выпуск
Карпентер монтировал фильм под псевдонимом Джон Т. Чэнс. Во время этого процесса его ассистентом была Дебра Хилл, но её имя в титрах не указано. По словам Карпентера, время работы над монтажом было сокращено до минимума. Позднее он сожалел о том, что допустил ошибку во время этого процесса в одной из склеек. Фильм снимался на камеру Panavision, которая работает с полным негативом, а монтировался на аппарате для киноплёнки Moviola, который не может показать изображение полностью, в результате чего склейка была выполнена неточно и попала на плёнку. Однако в конечном итоге это не имело значения, так как, по словам режиссёра, «было настолько темно, что никто не мог бы этого заметить, слава Богу!»
Художник-постановщик фильма Томми Ли Уоллес с восхищением говорил о работе Карпентера на стадии постпроизводства: «Карпентер спросил, смогу ли я смонтировать звуковые эффекты, на что я ответил „Конечно!“, хотя и был совершенно зелёным новичком». Режиссёр настоял на том, чтобы обработка отснятого киноматериала была проведена на высшем уровне, разумеется с учётом имеющихся в их распоряжении средств. В то время это означало сотрудничество с легендарной лабораторией студии Metro-Goldwyn-Mayer. Такие же высокие требования он выдвинул и для работы над звукозаписью: «И наконец, он настоял на том, чтобы мы получили наилучшую из возможных обработку звука, что подразумевало легендарную Samuel Goldwin Sound. Расходы такого неортодоксального подхода поглотили огромную часть бюджета». Как вспоминал Уоллес, менеджер по производству волновался по поводу того, что создатели картины чрезмерно тратят средства на техническую сторону дела, а не для обеспечения членов съёмочной группы.
В итоге фильм был приобретён продюсером и дистрибьютором Ирвином Яблансом. После того, как фильм добился успеха в Великобритании, Майкл Майерс из дистрибьюторской компании Miracle Films купил права на прокат фильма в кинотеатрах этой страны. В Германии фильм вышел в прокат 9 марта 1979 года под названием «Ночное нападение».
В самой скандальной сцене фильма член банды хладнокровно убивает девочку с мороженым в руке. Американская ассоциация кинокомпаний угрожала присвоить фильму рейтинг X, если эта сцена не будет удалена. Тогда по совету дистрибьютора Карпентер сделал вид, что подчинился, удалив сцену из копии, которую он передал в Ассоциацию. Однако в прокат поступила копия фильма, в которой эта сцена осталась нетронутой (такую хитрость часто применяли в низкобюджетных фильмах). В итоге фильм получил от Ассоциации рейтинг R.

## Выход на экраны

### Первоначальный приём
Премьера фильма состоялась в State Theatre в Лос-Анджелесе 3 ноября 1976 года. Фильм получил неоднозначные отзывы, плохую дистрибуцию и невпечатляющие кассовые результаты. Уитни Уильямс из Variety, отмечая, что экшен, особенно во второй половине картины, может обеспечить ей необходимый интерес и достойное место среди фильмов, насыщенных насилием, писала: «Постановка Джона Карпентера по собственному сценарию после тюремной первой части поддерживает реалистичность действия». Дэн О’Бэннон, который вместе с Карпентером написал сценарий «Тёмной звезды», присутствовал на премьере «Нападения» в Лос-Анджелесе. На этом этапе их профессиональных взаимоотношений считается, что О’Бэннон завидовал успеху Карпентера и без особого желания посетил премьеру. У О’Бэннона фильм вызвал отвращение, о чём он прямо сказал своему бывшему товарищу. По словам киноведа Джейсона Зиномана, О’Бэннон увидел отражение холодности, которую Карпентер демонстрировал по отношению к нему, в равнодушии по отношению к персонажам этого фильма. Это напомнило ему о том, насколько легко было покончено с их дружбой. «Его презрение к людям было бы удовлетворено, если бы он смог снять фильм вообще без людей», — заявил О’Бэннон.
Фильм демонстрировался на Каннском кинофестивале в мае 1977 года, где получил благожелательное внимание британских критиков. Режиссёр Джордж Ромеро, который принимал участие в фестивале с фильмом «Мартин» (1977), заявил: «Карпентер со своим „13-м участком“ в Каннах стёр нас с лица Земли. Начиная со сцены, когда убивают маленькую девочку, у меня снесло крышу». В результате Линда Майлс, британский продюсер и директор Эдинбургского кинофестиваля, заказала его для своего кинофорума, проходившего в августе 1977 года.
Однако лишь после показа фильма на 21-м Лондонском кинофестивале 1 декабря 1977 года фильм получил признание критики. Директор фестиваля Кен Влэчин в брошюре, посвящённой фестивалю, описал фильм следующим образом:

«Джон Карпентер, чья низкобюджетная научно-фантастическая эпопея „Тёмная звезда“ получила широкое признание, обратил свою изобретательную фантазию на триллер с этой первой сольной режиссёрской работой. Результат, даже несмотря на крошечный бюджет и неизвестных актёров, получился просто поразительный. „Нападение на 13-й участок“ — это один из самых мощных и увлекательных криминальных триллеров от нового режиссёра за долгое время. Он захватывает публику и просто не отпускает, вырастая до крещендо иррационального насилия, что очень хорошо отражает наш страх перед необоснованным нападением… Это пугающий взгляд на крушение рациональных идей закона и порядка перед неотразимой атакой сил иррациональности и смерти»

Влэчин включил «Нападение» в фестивальный раздел «Боевики» и считал его лучшим фильмом на Лондонском кинофестивале. «Нападение» стало одним из самых хорошо принятых фильмов фестиваля, получив огромное признание со стороны критики и зрителей. По словам Дерека Малколма из The Guardian, аплодисменты были «оглушающими». Карпентер был в восторге от обрушившихся на него похвал.
Чрезвычайно позитивная британская реакция на фильм привела к критическому и коммерческому успеху по всей Западной Европе. Дерек Малколм написал в Cosmopolitan, что эта работа американского режиссёра стремительно становится одним из культовых фильмов года. Её огромным достоинством является то, как он завладевает вниманием публики и не отпускает его. Малколм подчёркивал также такую особенность фильма: «Он эксплуатирует наш страх перед иррациональным насилием и немотивированным нападением, и одновременно умудряется посмеяться над собой без ущерба для напряжённости — и это очень значимое достижение. Карпентер смог сделать комедию, которая пугает нас до самых пяток. И не думайте, что вы над ней смеётесь. На самом деле, это она смеётся над вами». Малколм позднее писал, что немного сдерживал себя тогда в отношении ленты: «Мне не кажется, что надо бесконечно говорить о фильме, отчасти потому, что он окажется в большой опасности быть переоценённым, а, с другой стороны, для меня он не более, чем огромное удовольствие». Фильм установил рекорд для кинотеатров в Британии и был назван одним из лучших фильмов года критиками и зрителями.
После этого американские критики и публика пересмотрели свою оценку фильма, и сегодня он широко признан как один из лучших боевиков 1970-х годов. При показе на Чикагском международном кинофестивале в 1978 году фильм описывался в программке как «… кошмарная поэма, которая играет на наших страхах перед иррациональным и неконтролируемым насилием». По мнению автора фильма, британская аудитория сразу поняла и насладилась сходством фильма с вестернами, в то время как американская аудитория была слишком хорошо знакома с этим жанром, чтобы в полной мере оценить ленту с самого начала.

### Последующий приём
С годами фильм получил высокую оценку критиков, которые отмечали изобретательность Джона Карпентера как режиссёра, сценариста, монтажёра и автора музыки, стильную операторскую работу Дугласа Нэппа, а также исключительную игру Остина Стокера, Дарвина Джостона, Лори Зиммер и Тони Бёртона. Винсент Кэнби из «Нью-Йорк Таймс» пришёл к заключению, что «Нападение» является значительно более многоплановым фильмом, чем другая знаменитая картина режиссёра — «Хэллоуин». Несмотря на то, что в нём и не присутствует ничего более сложного, чем всеобъемлющий страх, тревога, однако его притягательная сила в значительной степени заложена в тех необъяснимых, почти сверхъестественных событиях, которые скорее ожидаешь встретить в фильме ужасов, чем в постановке подобного рода. Кэнби также отмечал, что если этот фильм вообще рассказывает о чём-то, то это о методах ведения боевых действий и об обороне в городе. Критик оценил качество режиссёрской работы и его перспективы на этом поприще: «Мистер Карпентер — крайне изобретательный режиссёр, способность которого строить фильмы исключительно из экшена и динамики указывает на то, что он может стать режиссёром того же ранга, что и Дон Сигел». Джеффри Уэллс из Films In Review написал, что этот «искусный по динамике и монтажу фильм богат на обмены репликами и юмор в стиле Хоукса, и особенно это касается умной имитации классической „хоуксовской женщины“ в исполнении Лори Зиммер». Том Аллен и Эндрю Сэррис в Village Voice описали фильм как «один из самых стильных и живых независимых фильмов 1970-х годов», а Алан Джонс в журнале Starburst назвал картину «бравурным ремейком „Рио Браво“». Дэйв Голдер из журнала SFX был восхищён фильмом, охарактеризовав его как «великолепный кровавый триллер об осаде покинутого полицейского участка в Лос-Анджелесе». Джон Кеннет Мьюр в книге The Horror Films of the 1970s описал его как динамичный и увлекательный фильм ужасов, который «отличают оригинальность, ловкость и острота ощущений». Мик Мартин и Марша Портер в Video Movie Guide назвали фильм «захватывающим», далее отметив, что «это современная версия фильма „Рио Браво“ Говарда Хоукса с исключительной игрой всего актёрского состава». В 2003 году Далтон Росс из Entertainment Weekly описал фильм как «плотный и насыщенный триллер» со «зловещей музыкой Карпентера и стильной операторской работой Дугласа Нэппа, которые придают этой низкобюджетной перестрелке всю мощь городского „Рио Браво“». Леонард Молтин также назвал картину «захватывающим триллером и современным парафразом „Рио Браво“ Говарда Хоукса», отметив, что «сценарист и режиссёр Карпентер также создал и страшную музыку для этого сенсационно успешного фильма».
Тим Паллейн из The Guardian охарактеризовал фильм как «поверхностный, несмотря на успешное соблюдение требований жанра». Брайан Линзи из Eccentric Cinema написал, что фильм «не правдоподобен ни на секунду — и тем не менее, это не мешает ему стать забавной маленькой картиной категории В в лучшей традиции драйв-инов». Согласно обобщённой оценке Rotten Tomatoes, «это лаконичная, плотная и притягательно суровая, перенесённая в новые условия версия Карпентера на тему фильма „Рио Браво“, стала культовой классикой экшена и одним из лучших фильмов режиссёра».

### Награды и оценки
В 1978 году Карпентер завоевал ежегодную премию Британского института кино за «оригинальность и достижения его первых двух фильмов», «Тёмная звезда» и «Нападение на 13-й участок», на Лондонском кинофестивале 1977 года. Американский институт киноискусства включил фильм в число номинантов в свой список 100 самых остросюжетных американских фильмов за 100 лет. Сегодня «Нападение на 13-й участок» оценивается многими как один из величайших и самых недооценённых боевиков 1970-х годов, а также как один из лучших, если не лучший фильм в карьере Джона Карпентера.
Журнал Premiere в июльском номере 1999 года включил фильм в список 50 «потерянных и глубоких» невоспетых произведений киноклассики, написав:

«Компактный, жестокий, порочный и невероятно сильный экшн-фильм без комиков в эпизодических ролях для разрядки, без подмигиваний аудитории и без звёзд. Просто пороховая бочка, основанная на посылке (взятой отчасти из „Рио Браво“ Говарда Хоукса), что квази-террористическая группа совершает череду убийств, достигая кульминации в действии, описанном в названии. Мастерство работы Карпентера на широком экране и почти уникальный талант создания эпизодов саспенса и экшна делают „Нападение“ настолько нервным испытанием, что вам, возможно, придётся заново обить своё кресло после его домашнего просмотра».

В 1988 году Алан Джонс из Starburst высказал мнение, что «Нападение» — это «вероятно, по-прежнему самый лучший фильм из тех, которые когда-либо сделал Карпентер». В 2000 году Джон Кеннет Мьюр поместил фильм на третье место в собственном рейтинге фильмов Карпентера вслед за «Нечто» (1982) и «Хэллоуином» (1978). В октябре 2007 года Ноэль Мюррей и Скотт Тобиас из The A.V. Club также поставили «Нападение» на третье место среди лучших фильмов Карпентера, написав, что это его «первый фильм, который „ощущается“ как подлинно карпентеровский. Являясь данью уважения вестернам Говарда Хоукса, „Нападение“ показывает тот путь, который могла бы избрать карьера Карпентера, если бы „Хэллоуин“ не стал таким хитом. На протяжении своей продолжительной карьеры Карпентер делал фильмы самых разных типов, но в дальнейшем ему не часто удавалось обращаться к таким лаконичным историям о бряцающих оружием героях и злодеях».

### Издания фильма на видеоносителях
В 1978 году компания Media Home Entertainment издала фильм на видеокассетах в формате VHS. 12 марта 1994 года компания Image Entertainment выпустила фильм на лазердиске, который содержал следующие дополнительные материалы: закадровый комментарий фильма, выполненный Джоном Карпентером, отдельно записанный саундтрек и трейлер.
«Нападение на 13-й участок» был одним из первых фильмов, выпущенных на DVD. Первое издание осуществила также компания Image Entertainment 25 ноября 1997 года. 11 марта 2003 года Image Entertainment выпустила в формате DVD новое «Специальное издание» фильма. В этот релиз вошли следующие материалы: фильм в анаморфированном широкоэкранном формате (2,35:1) с монофоническим звуком Dolby Digital 2.0 audio, интервью с автором сценария и режиссёром Карпентером и актёром Остином Стокером, записанное на «Ретроспективе фильмов Джона Карпентера» в American Cinematheque в 2002 году (23 минуты), изначальный трейлер фильма, 2 радиоролика, фотографии рабочих моментов съёмок, а также рекламных открыток (16 минут), полный закадровый аудиокомментарий сценариста и режиссёра Карпентера (с лазердиска 1997 года), отдельно записанный саундтрек фильма (также с лазерного диска 1997 года). Далтон Росс из журнала Entertainment Weekly оценил это издание оценкой B+, а Брайан Линзи из Eccentric Cinema поставил ему высший балл — 10 из 10.
26 июля 2005 года компания Image Entertainment выпустила фильм на UMD video для PlayStation Portable. В 2009 году Image Entertainment осуществила релиз фильма в серии «Восстановленное коллекционное издание» как на DVD, так и на Blu-ray Disc, которые содержали те же материалы, что и «Специальное издание» 2003 года. 25 мая 2012 года компания Capelight Pictures издала в Германии DigiBook как «Ограниченное коллекционное издание» на трёх дисках, который помимо фильма на Blu-Ray также содержал два DVD и 24-х страничный буклет. 16 ноября 2012 года Capelight Pictures отдельным изданием выпустила в Германии только фильм на одном диске Blu-Ray.
19 ноября 2013 года фильм был переиздан как «Коллекционное издание» на Blu-ray компанией Shout! Factory. В этот релиз вошли некоторые материалы из предыдущих изданий — интервью с Карпентером и Стокером, изначальный трейлер фильма, радиоролики, закадровый аудиокомментарий Карпентера и саундтрек фильма. Кроме того, в него были дополнительно включены новые материалы — новый комментарий Остина Стокера, беседа с Нэнси Лумис и закадровый аудиокомментарий художника-постановщика и создателя звуковых эффектов Томми Ли Уоллеса. 5 августа 2015 года в Австралии фильм на Blu-ray издала компания Umbrella Entertainment.
В 2016 году фирма Second Sight издала бокс-сет «Юбилейное ограниченное издание к сорокалетию фильма» (на двух дисках — DVD и Blu-Ray). В комплект вошли «Нападение» в формате HD 1080p, со звуком в формате DTS-HD Master Audio 5.1, а также новые интервью со Стокером, исполнительным продюсером Джозефом Кауфманом и Томми Ли Уоллесом, короткометражный студенческий фильм Карпентера «Капитан-вуайерист» (только на Blu-Ray), документальный фильм «Помните ли вы Лори Зиммер?» (только на Blu-Ray), интервью с Карпентером и Стокером, беседа с Нэнси Лумис, закадровый аудиокомментарий Карпентера и закадровый аудиокомментарий Уоллеса. Также релиз включает в себя трейлер, радиоролики, официальный саундтрек на CD и другие материалы.

## Художественные особенности

### Тематика
Критики и комментаторы неоднократно описывали «Нападение» как соединение тематики и стилистики вестерна «Рио Браво» Говарда Хоукса и классического фильма ужасов «Ночь живых мертвецов» Джорджа Ромеро. Карпентер неоднократно признавал влияние на него указанных картин. Что касается фильма Ромеро, то влияние на «Нападение» проявилось, в первую очередь, при создании образа банды. Как и большинство отрицательных героев Карпентера, банда «Гроза улицы» показана как сила, обладающая таинственным началом и почти сверхъестественными свойствами. Режиссёр пояснил, что «вместо того, чтобы обратиться к какому-то конкретному типу банды, я решил включить в неё всех». У членов банды нет каких-либо человеческих черт и они представлены как зомби или вампиры — они почти не говорят и двигаются стилизованно — медленно, злонамеренно и неумолимо. Сходным образом Карпентер говорил и про зомби из одного из своих любимых фильмов: «Меня завораживает идея некой неумолимой, безжалостной орды, надвигающейся на тебя».
Как уже неоднократно отмечалось, творчество Хоукса оказало значительное и продолжительное влияние на тематику и стиль работ Карпентера. В своей книге «Фильмы Джона Карпентера» (2000) Джон Кеннет Мьюр разбирает использование режиссёром вестерна Хоукса в качестве основы для создания «Нападения»: «Хотя исходная посылка фильма может показаться типичной для картины 1970-х годов, по сути это был самый настоящий Карпентер — что означало, что это был самый настоящий Говард Хоукс». Он считает, что у режиссёра фильма 1976 года ведущее значение приобретает вовсе «не кровопролитие или экшен», а укрепляющаяся дружба и уважение между белым заключённым Наполеоном Уилсоном и чёрным полицейским, лейтенантом Бишопом. Другой важной данью уважения Хоуксу является «незабываемая игра актрисы Лори Зиммер в качестве „хоуксовской женщины“, то есть, женщины, которая на добро отвечает добром, и может быть жестка и женственна одновременно». Французский киновед Жак Лурсель называет эту постановку свободной вариацией на вестерн Хоукса и выделяет сильную сторону фильмов Карпентера — оригинальный юмор, который «преобразует изнутри детективную интригу» в «Нападении на 13-й участок».
«Нападение на 13-й участок» — превосходный ремейк хоуксовского «Рио Браво». А монтировал его, если верить титрам, некто Джон Т. Ченс. На самом деле это сам Карпентер, скрывшийся за псевдонимом: именно так звали в «Рио Браво» героя Джона Уэйна. «Нечто» использует приблизительно ту же сюжетную схему (только с угрозой не только внешней, но и внутренней), а оригинальный фильм «Нечто из иного мира» снимал всё тот же Хоукс (не попавший в титры) — это известно сегодня каждому пятикласснику. Как и то, что музыку к «Нечто» писал Эннио Морриконе (а много лет спустя не вошедшие в фильм фрагменты саундтрека использовал в своей «Омерзительной восьмёрке» Тарантино). В «Побег из Нью-Йорка» Ли Ван Клиф попал исключительно из-за того, что снимался в спагетти-вестернах у Серджо Леоне и не только. К вестернам относятся и «Вампиры» с «Призраками Марса», как и карпентеровская новелла про осаду абортария из «Мастеров ужасов».
Аналогичная точка зрения распространена и в российском киноведении. Так, кинокритик и специалист по жанровому кинематографу Станислав Ф. Ростоцкий отмечает безусловное влияние как вестерна, так и творчества Хоукса на Карпентера. По его мнению, многие фильмы последнего, несмотря на то, что они сняты в других жанрах, концептуально восходят к вестернам. По наблюдению Андрея Плахова, хотя режиссёр так и не снял вестерн в стандартном понимании, в своих работах он часто применял его классическую структуру для показа действия, повествующего о «героике борьбы со злом». «При этом никогда не забывая про обречённость этой борьбы», — дополнял критик. Михаил Трофименков указывал на то, что «мотив осаждённой крепости», или, как в этом случае, полицейского участка, является настолько распространённым в мировой культуре, что режиссёр мог заявить даже, что создаёт свою версию «советского фильма об обороне Брестской крепости».

### Особенности съёмок
Фильм снимался в анаморфированном формате на Panavision при соотношении сторон кадра 2,35:1. Это было первое использование Карпентером такого формата, который он будет использовать во всех своих последующих фильмах. Единственным исключением из этого правила стал фильм «Палата» (2010), который снимался в формате flat (1,85:1), а затем был подрезан под соотношение сторон 2,35:1. Титры с указанием дня недели и времени суток использовались, чтобы придать фильму более документальный стиль; они выдержаны в красном цвете. «Нападение» стало первым фильмом Карпентера, в котором его имя указывалось в названии. В дальнейшем он будет ставить своё имя в заглавие каждого своего фильма.

### Музыкальная составляющая
Многие кинокритики, которые с похвалой отзывались о фильме, также восхищались и музыкой Карпентера. Как заметил Джон Кеннет Мьюр, «Карпентер написал великолепную музыку для фильма… В итоге получился уникальный электронный звук, который всё ещё достаточно увлекателен, даже по прошествии 20 лет». По мнению Дэйва Голдера из журнала SFX, фильм имел «одну из самых привлекательных музыкальных тем в истории кино». В начале 2004 года Пирс Мартин написал в NME, что минималистская электронная музыка во многом обеспечивает напряжённую и угрожающую атмосферу этого фильма, и её «воздействие по прошествии 27 лет до сих пор ощутимо».
Вокальная версия темы фильма под названием «You Can’t Fight It», текст к которой написал продюсировавший её Кенни Линч, а исполнил певец из Тринидада Джимми Чемберс, была выпущена в Великобритании на «пластинке-сорокопятке» фирмой Pye в апреле 1978 года, однако не попала в чарты и сегодня стала раритетом. Музыка фильма оказала влияние на многих артистов электронной музыки и хип-хопа, а его основная тема использовалась такими артистами, как Afrika Bambaataa, Tricky, Dead Prez и Bomb the Bass. Главная тема фильма была переработана группой Together в рэйв-композицию 1990 года «Hardcore Uproar», которая попала в британский чарт. Несмотря на влияние музыки фильма, она длительное время была доступна, за исключением нескольких сборников, только в подпольных изданиях вплоть до 2003 года, когда появился официальный релиз, выпущенный французской фирмой Record Makers.
| №                   | Название                              | Автор(ы)            | Длительность |
| ------------------- | ------------------------------------- | ------------------- | ------------ |
| 1.                  | «Assault On Precinct 13 (Main Title)» | Джон Карпентер      | 3:33         |
| 2.                  | «Napoleon Wilson»                     | Джон Карпентер      | 0:53         |
| 3.                  | «Street Thunder»                      | Джон Карпентер      | 1:26         |
| 4.                  | «Precinct 9 — Division 13»            | Джон Карпентер      | 1:05         |
| 5.                  | «Targets / Ice Cream Man On Edge»     | Джон Карпентер      | 3:08         |
| 6.                  | «Wrong Flavour»                       | Джон Карпентер      | 2:05         |
| 7.                  | «Emergency Stop»                      | Джон Карпентер      | 0:59         |
| 8.                  | «Lawson's Revenge»                    | Джон Карпентер      | 1:01         |
| 9.                  | «Sanctuary»                           | Джон Карпентер      | 1:05         |
| 10.                 | «Second Wave»                         | Джон Карпентер      | 0:28         |
| 11.                 | «The Windows!»                        | Джон Карпентер      | 2:03         |
| 12.                 | «Julie»                               | Джон Карпентер      | 1:54         |
| 13.                 | «Well's Flight»                       | Джон Карпентер      | 1:41         |
| 14.                 | «To The Basement»                     | Джон Карпентер      | 1:08         |
| 15.                 | «Walking Out»                         | Джон Карпентер      | 0:37         |
| 16.                 | «Assault On Precinct 13»              | Джон Карпентер      | 2:03         |
| Общая длительность: | Общая длительность:                   | Общая длительность: | 25:09        |

## Наследие и ремейки
Джефф Чанг в своей книге Can’t Stop Won’t Stop (2005) приводит «Нападение» как один из фильмов, положивших начало жанру «городские ужасы». Чанг описывает фильм следующим образом:

«Вместо храбрых индейцев, воинов зулу и кладбищенских зомби, герои „Нападения на 13-й участок“ защищались в безлюдном полицейском участке от мародёрствующих волн тёмных, вооружённых до зубов членов банды, мстящих за своих убитых копами братьев».

В пятом издании «Нового библиографического словаря кино» (2010) историк кино Дэвид Томсон описал фильм как «хоуксовскую ситуацию, в которой полицейский участок осаждают бандиты — экономичную, плотную, красивую и крайне возбуждающую. Фильм удовлетворяет всем амбициям Карпентера, эмоционально захватывая аудиторию и больше не отпуская». Мишель Ле Бланк и Колин Оделл написали, что фильм производит такое же оригинальное впечатление, как и в середине 1970-х годов, когда был снят: «насилие фильма по-прежнему шокирует, его саундтрек по-прежнему эффективен, а актёрский текст и его подача находятся на высшем уровне — и всё это в картине с бюджетом в 100 тысяч долларов, который не удовлетворил бы даже запросы на питание средней голливудской картины». Бланк и Оделл приходят к следующему выводу в отношении интереса к этой постановке: «Это потому, что в фильме есть глубокое видение, которое неизменно присутствует в творчестве Карпентера, представляющем собой одно целостное мировоззрение».
Кинорежиссёр Эдгар Райт и актёр Саймон Пегг являются большими поклонниками «Нападения». По мнению Пегга, этот фильм «не стоит называть боевиком, потому что он появился до широкого развития фильмов такого типа. И всё же по-своему это боевик». Райт считает, что это очень «по-карпентеровски сделанный городской вестерн, где „Рио Браво“ помещён в Лос-Анджелес 1970-х годов… Кроме того, для низкобюджетного фильма он выглядит великолепно».
Фильм повлиял на многие боевики, которые вышли после него, установив правила жанра, получившего продолжение такими фильмами, как «Крепкий орешек» (1988) и «Матрица» (1999). Журнал Variety описал вторую часть фильма «От заката до рассвета» (1996) как «выполненное в духе „Ночи живых мертвецов“ ответвление от … фильма „Нападение на 13-й участок“». Влияние фильма Карпентера прослеживается в «От заката до рассвета» и на текстуальном уровне. Так, диалог Сета Гекко (Джордж Клуни) и Кейт Фуллер (Джульетт Льюис) перед последним нападением вампиров отсылает к сцене из «Нападения на 13-й участок». Кроме того, Скотт Фуллер (Эрнест Лю) носит футболку с принтом «Участок 13» (англ. Precinct 13).
После «Нападения» Карпентер продолжил работу с продюсером Ирвином Яблансом над «Хэллоуином» (1978), который стал самым успешным фильмом в карьере режиссёра. В память об успехе «Нападения» в Лондоне, в качестве знака своеобразной благодарности, Карпентер назвал Майкла Майерса из «Хэллоуина» по имени британского дистрибьютора своей картины из компании Miracle Films. Сын Майерса Мартин воспринял такую дань уважения как «огромную честь» и «знак вечной памяти своему умершему отцу». Дональд Плезенс в дальнейшем сыграет главную роль в «Хэллоуине» именно потому, что его дочери были горячими поклонницами «Нападения». Супервайзер сценария фильма Дебра Хилл продолжит работать в качестве продюсера на последующих фильмах Карпентера.
Фильм вдохновил французского режиссёра Флорана Эмилио Сири на создание осовремененного вольного ремейка «Нападения» под названием «Осиное гнездо» (2002). В 2005 году режиссёром Жаном-Франсуа Рише был сделан одноимённый ремейк ленты 1976 года с Итаном Хоуком и Лоренсом Фишберном. Ремейк Рише получил положительные отзывы от одной части критиков как мастерски сделанный фильм категории В, однако другая часть рецензентов посчитала его стереотипным, шаблонным. При этом многие выражали предпочтение изначальному «Нападению» по отношению к его ремейку. Так, Леонард Молтин описал версию 2005 года как «жестокий ремейк лаконичного, мощного фильма Джона Карпентера категории В, который добавляет различные сюжетные осложнения — и с каждым таким моментом ещё один слой недоверия». По его наблюдению, новая версия хорошо сделана, но в некоторых местах вызывает улыбку.